# Civilian Service Medal

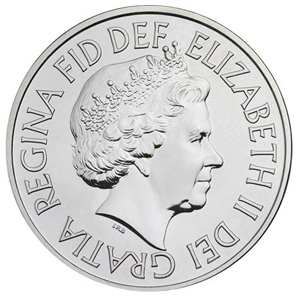
Vorderseite

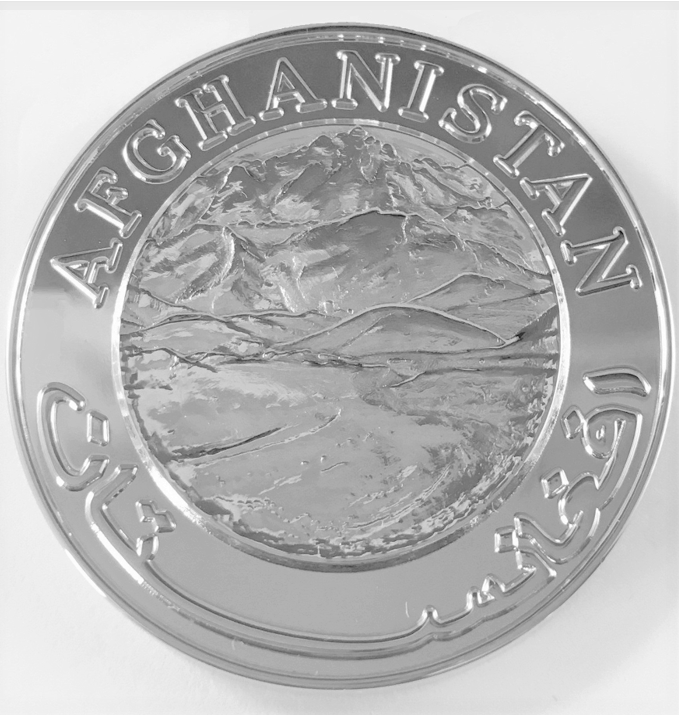
Rückseite

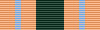
Bandschnalle

Die Civilian Service Medal (Afghanistan) ist eine zivile Auszeichnung des Vereinigten Königreiches sowie des Commonwealth, welche am 6. Juni 2011 in einer Stufe gestiftet wurde. Die Verleihung erfolgt für den Dienst von Zivilisten und anderer Personen, welche in der Übergangszeit zur Demokratie in Afghanistan beteiligt waren. Und zwar entweder an Personen im Dienste mit oder zur Unterstützung der britischen Botschaft in Kabul oder der örtlichen Aufbauorganisationen bzw. der Personen, welche ihren Dienst in den multinationalen Streitkräften in Afghanistan für einen Zeitraum von mindestens 30 Tagen kontinuierlicher bzw. 45 Tagen Dienst innerhalb eines Jahres; und Personen die nicht für den militärischen Operational Service Medal (Afghanistan) oder anderer Campaign Service Medal vorgesehen sind.

## Aussehen und Trageweise
Die runde Kupfer-Nickel Medaille mit einem Durchmesser von 36,07 mm zeigt auf ihrem Avers das nach links  blickende Brustbild der Queen Elisabeth II. mit aufgesetzter Krone und der Umschrift ELISABETH II DEI GRATIA REGINA F.D. Im Revers im Mittelpunkt eine afghanische Berglandschaft mit Passstraße, darüber umlegt in Englisch, darunter in Arabisch, das Wort Afghanistan.
Getragen wird die Auszeichnung an der linken oberen Brustseite des Beliehenen an einem weißen Band mit einem breiten roten senkrechten Mittelbalken und zwei schmalen roten Streifen links und rechts.